# Halles de Lagery
La Halle de Lagery est un bâtiment situé au centre du village éponyme, dans le département de la Marne, en France.

## Historique
Les halles ont été construites vers 1543 d'après des recoupements de témoignages. Les foires de la St-Mathieu (21 septembre) et du mardi post-Pentecôte se tiennent jusqu'au XVIIe siècle. Chaque mardi se tenait le marché.
Elles furent restaurées dans la première décennie du XXIe siècle, en compagnie du lavoir qui leur est associé.
L'édifice est classé au titre des monuments historiques le 30 janvier 1922.

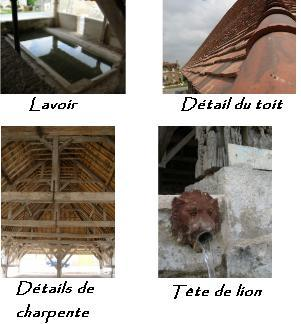
Détail.
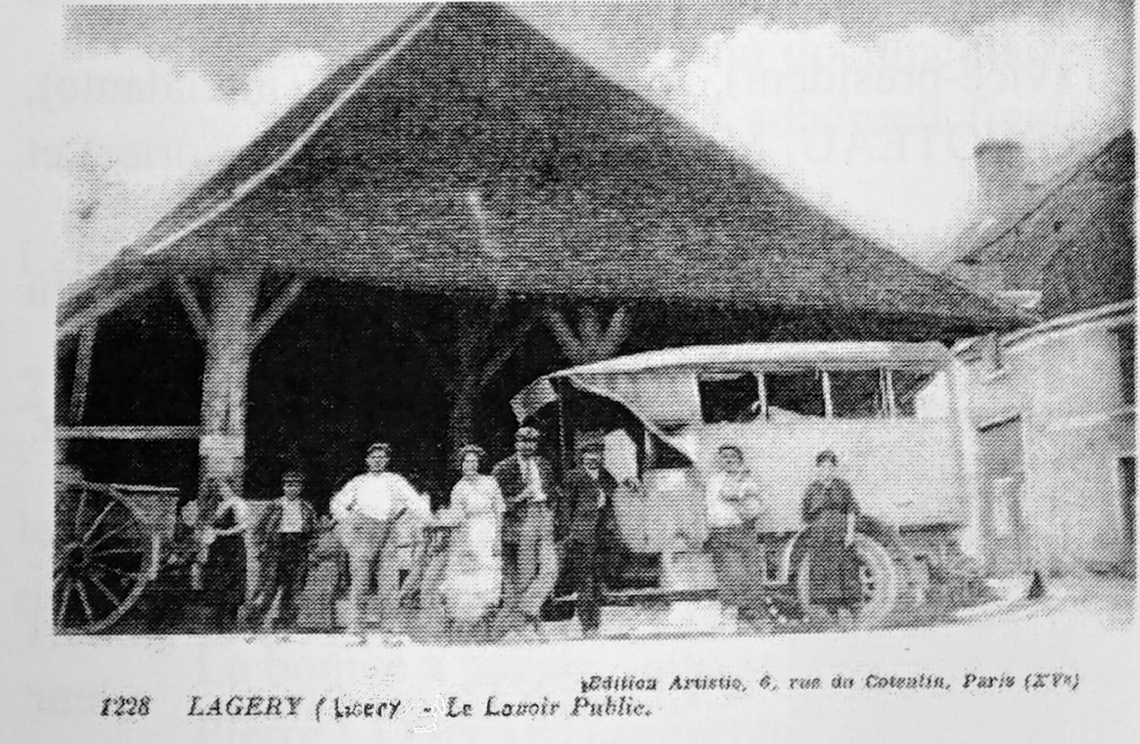
Deux vues
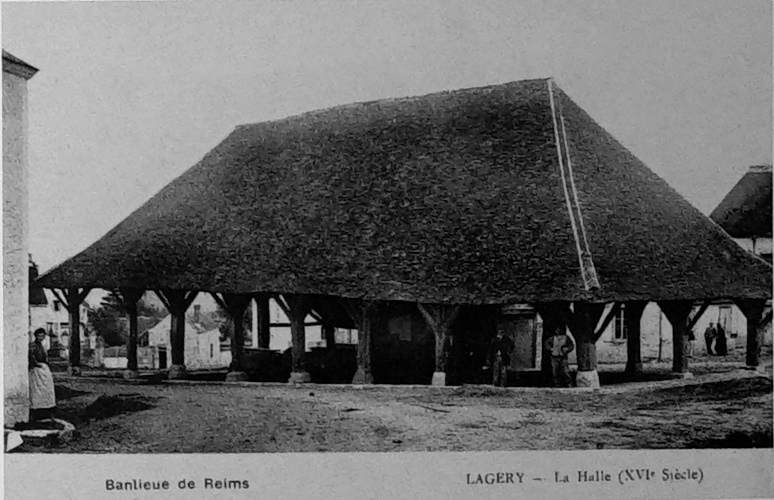
anciennes.